# Kósztasz Várnalisz
Kósztasz Várnalisz (görögül: Κώστας Βάρναλης) (Burgasz, 1884. február 14. – Athén, 1974. december 16.) görög költő, műfordító.

## Élete
Burgaszban (akkori nevén Pirgoszban) született, családja Várnából származott. A plovdivi görög iskolába járt, majd a helyi görög közösség ösztöndíjával az Athéni Nemzeti Kapodísztriasz Egyetemen irodalmat tanult. A diploma megszerzése után, 1909-ben tanári állást kapott Athénban. Itt tanított 1919-ig, amikor egy ösztöndíj segítségével Párizsban folytatott posztgraduális tanulmányokat, filozófiát, irodalmat és szociológiát tanult. Az oroszországi októberi forradalom nagy hatással volt rá, marxista lett és költészetét is újraértékelte. Miután 1925-ben visszatért Görögországba Teodorosz Pangalosz rövid katonai diktatúrája alatt politikai nézetei miatt állásából elbocsátották. Ezután újságíróként és műfordítóként dolgozott élete végéig.
1959-ben Nemzetközi Lenin Békedíjat kapott, 1974-ben Athénban halt meg.

## Művei
Első versét egy plovdivi újságban „Figefsz” (görögül: Φηγεύς) álnéven publikálta. Görögországban először a „Numász” (Νουμάς) magazinban, saját neve alatt adták ki versét. Első verseskötete a „Κηρύθρες” (Kiritresz) 1905-ben, Athénban jelent meg. Arisztotelész és Euripidész több művét is átültette ógörögről, újgörögre.

### Kötetei
- Κηρύθρες – (1905)
- Ο Προσκυνητής – (1919)
- Το Φώς που καίει – A fény, mely éget (1922) – Démosz Tanaliasz álnéven
- Ο λαός των μουνούχων – Heréltek népe (1923) – Démosz Tanaliasz álnéven
- Ο Σολωμός χωρίς μεταφυσική – (1925)
- Σκλάβοι Πολιορκημένοι – Ostromlott rabszolgák (1927)
- Η αληθινή Απολογία του Σωκράτη – Szókratész igazi védőbeszéde (1931)
- Αληθινοί άνθρωποι – (1938)
- Το ημερολόγιο της Πηνελόπης – (1947)
- Ποιητικά – (1956)
- Πεζός λόγος – (1957)
- Σολωμικά – (1957)
- Αισθητικά Κριτικά Α και Β – (1958)
- Ανθρωποι. Ζωντανοί – Αληθινοί – (1958)
- Οι δικτάτορες – (1965)
- Ελεύθερος κόσμος – (1965)
- Άτταλος ο Τρίτος – (1972) – színdarab
- Οργή λαού – (1975)

Posztumusz:
- Φιλολογικά Απομνημονεύματα (1980)